# Eria latibracteata
Eria latibracteata är en orkidéart som beskrevs av Henry Nicholas Ridley. Eria latibracteata ingår i släktet Eria och familjen orkidéer. Inga underarter finns listade i Catalogue of Life.